# Vincent Long Van Nguyen
Vincent Long Van Nguyen (Gia-Kiem, 3 dicembre 1961) è un vescovo cattolico vietnamita naturalizzato australiano, dal 5 maggio 2016 vescovo di Parramatta.

## Biografia
Vincent Long Van Nguyen è nato a Gia-Kiem, nel distretto di Xuân Lộc, in Vietnam, il 3 dicembre 1961. Ha quattro fratelli e due sorelle.

### Formazione e ministero sacerdotale
Nel 1972 ha iniziato gli studi per il sacerdozio nel seminario minore diocesano vicino a Saigon. Nel 1979, dopo che due dei suoi fratelli erano già partiti, è fuggito dal Vietnam su una nave. Ha raggiunto la Malaysia dove ha trascorso 16 mesi in un campo profughi dove ha imparato l'inglese. Nel 1980 ha raggiunto l'Australia.
Nel 1983 è entrato nell'Ordine dei frati minori conventuali. L'8 dicembre dell'anno successivo ha emesso la professione solenne. Nel 1989 ha ottenuto il baccellierato in teologia presso il Melbourne College of Divinity.
Il 30 dicembre 1989 è stato ordinato presbitero da monsignor George Pell. In seguito è stato vicario parrocchiale a Springvale, nell'arcidiocesi di Melbourne, dal 1990 al 1992. Dal 1992 al 1994 ha compiuto gli studi per la licenza in spiritualità e cristologia presso la Pontificia facoltà teologica San Bonaventura a Roma. Ritornato in patria è stato direttore dei postulanti in Australia dal 1994 al 1998, vicario custode dal 1995 al 2005, parroco di Kellyville, nella diocesi di Parramatta, dal 1999 al 2002, parroco di Springvale dal 2002 al 2008, superiore provinciale e membro dell'International Leadership Team O.F.M. Conv. dal 2005 al 2008, consigliere generale della Federazione dell'ordine per Asia ed Australia (FAAMC) dal 2008 al 2011.

### Ministero episcopale
Il 20 maggio 2011 papa Benedetto XVI lo ha nominato vescovo ausiliare di Melbourne e titolare di Tala. Ha ricevuto l'ordinazione episcopale il 23 giugno successivo nella cattedrale di San Patrizio a Melbourne dall'arcivescovo metropolita di Melbourne Denis James Hart, co-consacranti il cardinale George Pell, arcivescovo metropolita di Sydney, e l'arcivescovo Giuseppe Lazzarotto, nunzio apostolico in Australia. Durante la cerimonia si è rivolto all'assemblea in inglese e vietnamita. Parlando con i rappresentanti del governo presenti, ha detto: "In un certo senso, io - un ex rifugiato - sto davanti a voi come una testimonianza della giusta mentalità che ha plasmato questa grande nazione". È il primo vescovo di origini asiatiche a operare in Australia. Come motto episcopale ha scelto l'espressione latina "Duc in altum" tratta dal Vangelo di Luca. In quell'episodio Gesù dice a Simon Pietro di gettare le reti portando alla cattura di pesci troppo numerosi per una barca, un simbolo dell'opera di evangelizzazione della Chiesa.
Durante il suo mandato è stato vicario episcopale per la giustizia e la pace e per i servizi sociali e ha presieduto la commissione per l'educazione cattolica. In seno alla Conferenza dei vescovi cattolici australiani è stato delegato per i migranti e i rifugiati, presidente del consiglio per la giustizia sociale cattolica australiana e membro del suo comitato permanente.
Il 5 maggio 2016 papa Francesco lo ha nominato vescovo di Parramatta. È il primo vescovo vietnamita a guidare una diocesi al di fuori del Vietnam. Ha preso possesso della diocesi il 16 giugno successivo. Alla cerimonia hanno preso parte Julie Owens, membro del Parlamento federale per Parramatta in rappresentanza del leader dell'opposizione federale, e il senatore Arthur Sinodinos, in rappresentanza del Primo ministro Malcolm Turnbull.
Nel giugno del 2019 ha compiuto la visita ad limina.

## Opinioni
Nell'agosto del 2016 monsignor Long ha tenuto una conferenza su "Papa Francesco e le sfide della Chiesa oggi". In essa ha descritto la Chiesa in "un momento spartiacque", "sempre bisognosa di riforma" e "che osa rischiare la nuova frontiera piuttosto che una Chiesa ancorata in un porto sicuro". In gran parte ha attinto dal linguaggio della teologia della liberazione e di papa Francesco: "La Chiesa deve essere la Chiesa dei poveri e dei poveri", discutendo l'accompagnamento, il clericalismo, la misericordia e l'apertura al mondo. Descrivendo il bisogno di "inclusività ecclesiale" e di essere "una grande tenda", ha detto:
Il giornale The Australian ha riportato le sue osservazioni sotto il titolo "Il vescovo cattolico chiede alla Chiesa di accettare l'omosessualità" e alcune notizie internazionali si sono ispirate a questo titolo. Il vescovo ha però detto che le sue opinioni erano state "completamente travisate". A settembre ha scritto: "La conferenza ha fatto appello al linguaggio rispettoso e all'impegno pastorale dei nostri fratelli e sorelle gay e lesbiche, sulla base della fondamentale dignità di ogni persona e dell'insegnamento e dell'esempio di Gesù. Accettare l'identità sessuale di una persona non significa condonare il suo comportamento contrario alle norme morali e all'insegnamento della Chiesa".
Il 21 febbraio 2017 monsignor Long ha testimoniato davanti alla Commissione reale australiana sulle risposte istituzionali agli abusi sessuali su minori. Ha detto: "Sono stato anche io vittima di abusi sessuali da parte del clero quando sono arrivato in Australia, anche se ero un adulto, quindi ha avuto un forte impatto su di me e per questo voglio camminare nei panni di altre vittime e di coloro che davvero si sforzano di ottenere giustizia e dignità per loro". Ha anche detto alla Commissione che un fattore che contribuisce ai modelli di abuso sessuale è la cultura del clericalismo che isola l'incarico dei chierici da ogni influenza dei laici e l'emarginazione delle donne da parte della Chiesa. Ha detto che anche i titoli e le forme di indirizzo dati ai sacerdoti e le pratiche popolari come baciare l'anello vescovile dovevano cambiare: "Non mi sento molto a mio agio con questo tipo di pratiche perché incoraggiano una certa infantilizzazione dei laici e la creazione della distanza di potere tra l'ordinato e il non ordinato". La sua testimonianza è stata ripetutamente applaudita dai sopravvissuti agli abusi e ai loro sostenitori.
Il 30 agosto 2017, rivolgendosi al Consiglio nazionale dei sacerdoti, monsignor Long ha affermato che la cultura della Chiesa aveva contribuito alla crisi degli abusi sessuali, che la Chiesa aveva bisogno di "un vino nuovo in otri nuovi, non un mero cambiamento estetico o peggio, un ritiro nel restaurismo" e ha spiegato che "il nuovo vino dell'amore incondizionato di Dio, della misericordia sconfinata, dell'inclusività radicale e dell'uguaglianza ha bisogno di essere versato in nuovi otri di umiltà, reciprocità, compassione e impotenza. I vecchi otri di trionfalismo, autoritarismo e supremazia, favoreggiati dal potere clericale, dalla superiorità e dalla rigidità, si stanno rompendo". Ha minimizzato il significato del numero di vocazioni dicendo: "La forza della nostra missione non dipende da un cast di migliaia di persone: la qualità, non la quantità, segna la nostra presenza. È la sostanza e non la dimensione del gruppo che fa la differenza. Quindi, questo tempo di diminuzione delle vocazioni può essere una benedizione sotto mentite spoglie in quanto ci rende non dipendenti da noi stessi, ma piuttosto dal potere di Dio".
Nelle settimane che hanno preceduto l'indagine postale sul matrimonio in Australia, un sondaggio nazionale progettato per misurare il sostegno alla legalizzazione del matrimonio tra persone dello stesso sesso in Australia, monsignor Long è stato uno dei due soli vescovi australiani che non hanno consigliato ai cattolici di opporsi alla legalizzazione del matrimonio tra persone dello stesso sesso. L'altro è stato monsignor William Joseph Wright, vescovo di Maitland-Newcastle. Il 13 settembre 2017 ha scritto in una lettera pastorale che ogni persona era libera di prendere una decisione individuale. Ha tuttavia sottolineato che la posizione della Chiesa secondo cui "il matrimonio è un'istituzione naturale stabilita da Dio per essere un'unione permanente tra un uomo e una donna" è rimasta invariata e che il referendum non ha affrontato la comprensione della Chiesa sulla natura sacramentale del matrimonio. Lo ha paragonato al modo in cui la legalizzazione del divorzio ha lasciato invariata la legge canonica. Ha suggerito che il referendum fosse anche un momento per il "discernimento comunitario": "Dovrebbe essere un'opportunità per noi di testimoniare il nostro profondo impegno per l'ideale del matrimonio cristiano ma dovrebbe anche essere un'opportunità per noi di ascoltare cosa lo Spirito sta dicendo attraverso i segni dei tempi". Ha notato che alcuni cattolici stessi erano attratti da persone dello stesso sesso o erano emotivamente attaccati a quelli che lo sono: "sono divisi tra il loro amore per la Chiesa e il loro amore per il loro stesso figlio, nipote, fratello, cugino, amico o vicino attratto dallo stesso sesso". Ha anche notato che, a parte il sondaggio, la Chiesa aveva bisogno di mostrare più rispetto di quanto non avesse fatto per le persone LGBT "affermando la loro dignità e accompagnandole nel nostro comune cammino verso la pienezza della vita e dell'amore in Dio". Monsignor Long usa sia la terminologia a lungo preferita dal Vaticano "persone attratte dallo stesso sesso", sia quella normalmente evitata dal Vaticano: "fratelli e sorelle gay e lesbiche (o LGBT)".

## Genealogia episcopale
La genealogia episcopale è:
- Cardinale Scipione Rebiba
- Cardinale Giulio Antonio Santori
- Cardinale Girolamo Bernerio, O.P.
- Arcivescovo Galeazzo Sanvitale
- Cardinale Ludovico Ludovisi
- Cardinale Luigi Caetani
- Cardinale Ulderico Carpegna
- Cardinale Paluzzo Paluzzi Altieri degli Albertoni
- Papa Benedetto XIII
- Papa Benedetto XIV
- Papa Clemente XIII
- Cardinale Marcantonio Colonna
- Cardinale Giacinto Sigismondo Gerdil, B.
- Cardinale Giulio Maria della Somaglia
- Cardinale Carlo Odescalchi, S.I.
- Cardinale Costantino Patrizi Naro
- Cardinale Lucido Maria Parocchi
- Cardinale Pietro Respighi
- Cardinale Pietro La Fontaine
- Cardinale Celso Benigno Luigi Costantini
- Cardinale James Robert Knox
- Arcivescovo Thomas Francis Little
- Cardinale George Pell
- Arcivescovo Denis James Hart
- Vescovo Vincent Long Van Nguyen, O.F.M.Conv.

## Araldica
| Stemma | Titolare                                      | Blasonatura | Interpretazione |
|        | Vincent Long Van Nguyen Vescovo di Parramatta | Partito: al 1º d'azzurro, alla gemella ondata d'argento al capo cuneato dello stesso, caricato sul tutto di un chrismon d'oro coronato dello stesso; al 2º d'azzurro, alla fascia ondata d'oro, caricata di una terza ondata di rosso e accompagnata da tre bisanti d'oro: il bisante di destra caricato del braccio di San Francesco posto in sbarra movente da una nuvola d'argento, ricaricato della croce latina di bruno, ricaricata del braccio di Cristo posto in banda movente da una nuvola d'argento, il bisante di sinistra caricato della Croce del Sud d'azzurro, il bisante in punta caricato dell'ancora di rosso. Ornamenti esterni da vescovo. Motto: Duc in altum (Luca 5,4). | Lo stemma del vescovo è diviso in due parti secondo la tradizione dei paesi anglosassoni: a sinistra vi è lo stemma della diocesi a destra quello personale del vescovo. Lo stemma e il motto del vescovo Long, adottato in occasione della sua nomina a vescovo ausiliare di Melbourne, sono di carattere personale. Lo stemma del vescovo è unito a quello della diocesi di Parramatta in una pratica araldica chiamata impalamento, che illustra la connessione tra l'uomo e l'ufficio che ricopre. Lo stemma della diocesi (a sinistra) è stato adottato dal vescovo Bede Vincent Heather in occasione dell'erezione della diocesi e della sua nomina come primo vescovo nel 1986. Il disegno rappresenta le montagne e i fiumi della diocesi con il cristogramma Chi-Rho incoronato che rappresenta Gesù. Lo stemma del vescovo (a destra) ha lo sfondo blu che rappresenta l'Australia, che ha abbracciato generosamente i rifugiati vietnamiti. Lo stemma francescano rappresenta l'Ordine dei frati minori conventuali, la cui spiritualità è orientata alla totale conformità al Cristo povero, sofferente e crocifisso. La Croce del Sud rappresenta l'Australia. La banda ondulata d'oro e rosso fa riferimento alla bandiera del Vietnam del Sud e simboleggia le lotte e le difficoltà sopportate per amore della libertà e della fede. Le onde d'oro rappresentano la Trinità che circonda gli uomini nelle loro lotte e difficoltà. Le onde rosse circondate dallo sfondo blu simboleggiano il doloroso viaggio in barca verso la libertà da parte di molti rifugiati vietnamiti. Nel regno spirituale, significano l'esodo che ogni cristiano è chiamato a fare. L'ancora rossa simboleggia Gesù come rifugio nei momenti di prova e nel cammino di fede. Lo stemma personale del vescovo è stato progettato dal reverendo Guy Selvester e Richard d'Apice e illustrato da Sandy Turnbull nel 2011. Lo stemma della diocesi di Parramatta è stato disegnato dal defunto Michael McCarthy. Sono stati ridisegnati da Sandy Turnbull. |